# 리우데자네이루 찬가
리우데자네이루 찬가 《Cidade Maravilhosa》는 1935년 안드레 필류가 작곡, 시우바 소브레이라가 편곡한 노래이다. 리우데자네이루를 부르는 이 별명은 프랑스의 작가 장 카툴르 망데Jane Catulle Mendès가 1913년 파리에서 리우데자네이루의 자연미를 칭송하는 시집 La Ville Merveilleuse를 출판한 것에서 비롯되었다. 1960년대에 안드레 필류의 곡이 리우데자네이루의 찬가로 정식화되었다. 그러나, 2003년 8월에 들어서야 리우데자네이루 대의원이 《Cidade Maravilhosa》를 공식 찬가로 만드는 데에 법적인 효력을 발동시켰다.
이 제목은 그 당시 큰 성공을 거둔 라디오 프로그램에도 영감을 주었는데, 라디오 진행자 세자르 라데이라는 라디오 프로그램 "Crônicas da Cidade Maravilhosa"에서 작가 제놀리누 아마두가 쓴 글을 읽어주기도 하였다.
아우로라 미란다와 안드레 필류가 부른 이 곡은 1934년 오데온에서 처음 녹음되었으며, 78 rpm LP로 출판되었다. 
작곡가 안드레 필류가 이 노래를 카르멩에게 선보였을때, 카르멩 미란다는 이 곡이 자신의 여동생 아우로라 미란다에게 금같은 기회였다고 생각했다. 안드레 필류는 그 즉시 카르멩의 뜻에 동의했으며, 아우로라 미란다와 함께 《Cidade Maravilhosa》를 녹음하게 되었던 것이다. 이는 카르멩이 그녀의 여동생 아우로라를 라디오와 시나리오에 보내려는 시도였으며, 이후 아우로라는 큰 재능을 발견하게 되었고 카르멩 미란다는 아우로라 미란다를 그녀의 녹음 합창단과 모든 쇼에 부르기 시작했다.
| “ | Cidade Maravilhosa Cheia de Encantos Mil... Cidade Maravilhosa, Coração do meu Brasil! (원문) | ” |